# Ліндгреніт
Ліндгрені́т, ліндґрені́т (рос. линдгренит; англ. lindgrenite; нім. Lindgrenit m) — рідкісний мінерал, основний молібдат міді острівної будови. 

## Етимологія та історія
Названий на честь американського геолога В. Ліндґрена.

## Загальний опис
Хімічна формула: Cu3(OH)2 [MoO4]2. Містить (%): CuO — 43,97; MoO3 — 53,71; H2O — 3,32. Сингонія моноклінна. Вид призматичний. Утворює таблитчасті кристали. Спайність досконала. Густина 4,26. Тв. 5,0. Колір в залежності від товщини кристалу змінюється від зеленого до жовтувато-зеленого. Блиск алмазний. Напівпрозорий.
Ліндгреніт розчиняється у соляній і азотній кислоті.

## Родовища

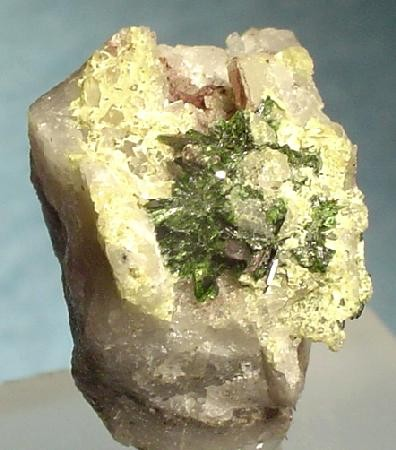
Ліндгреніт в кварці з родовища Чукікамата

Вперше знайдений в 1935 році в зоні окиснення у кварцових жилах родовища Чукікамата (Чилі).
Окрім цього класичного місцезнаходження ліндгреніт добувають біля чилійського міста Антофагаста, в Норвегії (фюльке Телемарк), Франції (муніципалітет Нантія у регіоні Нова Аквітанія), Японії (префектура Нара), штатах Аризона, Каліфорнія, Айдахо (США) — загалом у близько 20 родовищах.
Серед супутніх мінералів слід зазначити молібденіт, антлерит, оксиди заліза, кварц, хризокола, повеліт, брошантит.